# Son Heung-min

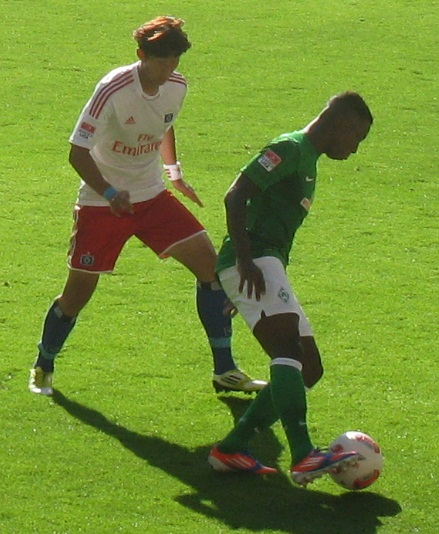
Son i Hamburg mot Eljero Elia (Werder Bremen) 2012.

Son Heung-min (hangul: 손흥민), född 8 juli 1992 i Chuncheon, är en sydkoreansk fotbollsspelare som spelar för Los Angeles FC och Sydkoreas landslag.

## Klubbkarriär

### Hamburger SV
År 2008 lämnade Son Seouls U18-lag och anslöt till Hamburger SV:s juniorakademi som 16-åring. Han imponerade under försäsongen 2010-11 och hade med sina nio fullträffar gjort flest mål i laget. På sin 18-årsdag skrev Son sitt första proffskontrakt. Efter att ha gjort mål mot Chelsea i augusti, blev han skadad och var borta från fotbollen under två månader. Han kom tillbaka den 30 oktober 2010 och gjorde sitt första ligamål mot 1. FC Köln i den 24:e matchminuten. Målet gjorde Son till Hamburgs yngsta målskytt i ligan och slog då det 39-åriga rekordet som innehades av Manfred Kaltz.
Son tecknade ett nytt avtal med Hamburg som skulle hålla honom i klubben fram till 2014. Det påstods att han hade det som krävdes för att bli nästa Cha Bum-kun, en legendarisk koreansk anfallare som även spelade i Bundesliga. Under försäsongen 2011-12 gjorde Son 18 mål på 9 matcher. Efter att ha missat säsongens premiärmatch på grund av feber gjorde Son två mål på tre matcher. Son ådrog sig en fotledsskada i en 4-3-förlust mot 1. FC Köln den 27 augusti och beräknades vara borta fyra till sex veckor. Son återhämtade sig dock snabbare än väntat och var åter endast tre veckor senare när han byttes in i en 1-0-förlust mot Borussia Mönchengladbach den 17 september. Under säsongen 2011-12 gjorde Son 30 framträdanden för Hamburg och gjorde fem mål, bland annat avgörande mål mot Hannover och Nürnberg i slutet av säsongen som bidrog till att Hamburg höll sig kvar i Bundesliga.
Efter Hamburger SV:s transferfönster 2012-13 där man sålde anfallarna Mladen Petric och Paolo Guerrero till Fulham respektive Corinthians fick Son en plats i startelvan. säsongen 2012-13 blev en genombrottssäsong för Son när han gjorde två mål i bortamatchen mot Borussia Dortmund den 9 februari 2013. Den 14 april 2013 gjorde Son Hamburgers alla mål i en 2-1-seger mot Mainz. Han avslutade säsongen med 12 mål och blev den fjärde asiatiska fotbollsspelaren att göra tvåsiffrigt antal mål i en av de tre största fotbollsligorna i Europa.

### Bayer Leverkusen
Den 13 juni 2013 bekräftade Bayer 04 Leverkusen att man värvat Son för, enligt uppgift, 10 miljoner euro, den högsta övergångssumman klubben betalat fram till dess. Son anpassade sig snabbt till sin nya klubb på försäsongen och gjorde tre mål i sina tre första matcher för laget i träningsmatcherna mot 1860 München, Udinese och KAS Eupen.
Den 9 november 2013 gjorde Son ett hattrick för Leverkusen i en 5-3-seger mot sin gamla klubb Hamburg. Den 7 december 2013 gjorde Son ett avgörande mål mot Borussia Dortmund som placerade Leverkusen fyra poäng från toppen av Bundesliga. Den 10 mars 2014 gjorde Son ytterligare ett mål mot Werder Bremen, ett mål som säkerställde en plats i Champions League för Leverkusen.
Han gjorde ett hattrick mot VfL Wolfsburg den 14 februari 2015 i en match som Leverkusen dock förlorade med 4-3. Under säsongen 2014-15 gjorde Son 38 framträdanden och 14 mål, varav 11 i ligan.

### Tottenham Hotspur
Den 28 augusti 2015 anslöt Son till Premier League-klubben Tottenham Hotspur för en rapporterad övergångssumma om 22 miljoner pund.

## Internationell karriär
Son Heung-min gjorde sin debut i Sydkorea under 2010, och gjorde sitt första mål i Asiatiska mästerskapen 2011 mot Indien.
Heung-Min blev även kallad till landslaget i OS 2012 men valde att tacka nej då han ville fokusera på att bli bättre i Hamburg.

## Statistik

### Klubbstatistik
| Klubb                                                     | Säsong            | Inhemsk liga      | Inhemsk liga | Inhemsk liga | Nat. täv. | Nat. täv. | Internat. täv. | Internat. täv. | Totalt | Totalt |
| Klubb                                                     | Säsong            | Serie             | SM           | Mål          | SM        | Mål       | SM             | Mål            | SM     | Mål    |
| --------------------------------------------------------- | ----------------- | ----------------- | ------------ | ------------ | --------- | --------- | -------------- | -------------- | ------ | ------ |
| Hamburger SV II                                           | 2009/2010         | Regionalliga Nord | 6            | 1            | 0         | 0         | 0              | 0              | 6      | 1      |
| Hamburger SV II                                           | Totalt i klubblag | Totalt i klubblag | 6            | 1            | 0         | 0         | 0              | 0              | 6      | 1      |
| Hamburger SV                                              | 2010/2011         | Bundesliga        | 13           | 3            | 1         | 0         | 0              | 0              | 14     | 3      |
| Hamburger SV                                              | 2011/2012         | Bundesliga        | 27           | 5            | 3         | 0         | 0              | 0              | 30     | 5      |
| Hamburger SV                                              | 2012/2013         | Bundesliga        | 33           | 12           | 1         | 0         | 0              | 0              | 34     | 12     |
| Hamburger SV                                              | Totalt i klubblag | Totalt i klubblag | 73           | 20           | 5         | 0         | 0              | 0              | 78     | 20     |
| Bayer Leverkusen                                          | 2013/2014         | Bundesliga        | 31           | 10           | 4         | 2         | 8              | 0              | 43     | 12     |
| Bayer Leverkusen                                          | 2014/2015         | Bundesliga        | 30           | 11           | 2         | 1         | 10             | 5              | 42     | 17     |
| Bayer Leverkusen                                          | 2015/2016         | Bundesliga        | 1            | 0            | 0         | 0         | 1              | 0              | 2      | 0      |
| Bayer Leverkusen                                          | Totalt i klubblag | Totalt i klubblag | 62           | 21           | 6         | 3         | 19             | 5              | 87     | 29     |
| Tottenham Hotspur                                         | 2015/2016         | Premier League    | 28           | 4            | 5         | 1         | 7              | 3              | 40     | 8      |
| Tottenham Hotspur                                         | 2016/2017         | Premier League    | 34           | 14           | 5         | 6         | 8              | 1              | 47     | 21     |
| Tottenham Hotspur                                         | 2017/2018         | Premier League    | 37           | 12           | 9         | 2         | 7              | 4              | 53     | 18     |
| Tottenham Hotspur                                         | 2018/2019         | Premier League    | 31           | 12           | 5         | 4         | 12             | 4              | 48     | 20     |
| Tottenham Hotspur                                         | 2019/2020         | Premier League    | 30           | 11           | 5         | 2         | 6              | 5              | 41     | 18     |
| Tottenham Hotspur                                         | 2020/2021         | Premier League    | 37           | 17           | 5         | 1         | 9              | 4              | 51     | 22     |
| Tottenham Hotspur                                         | 2021/2022         | Premier League    | 35           | 23           | 6         | 0         | 4              | 1              | 45     | 24     |
| Tottenham Hotspur                                         | 2022/2023         | Premier League    | 6            | 0            | 0         | 0         | 0              | 0              | 6      | 0      |
| Tottenham Hotspur                                         | Totalt i klubblag | Totalt i klubblag | 238          | 93           | 40        | 16        | 53             | 22             | 331    | 131    |
| Antal matcher och mål är korrekt per den 9 september 2022 |                   |                   |              |              |           |           |                |                |        |        |